# Torneio de Roland Garros de 1970
O Torneio de Roland Garros de 1970 foi um torneio de tênis disputado nas quadras de saibro do Stade Roland Garros, em Paris, na França, entre 25 de maio e 7 de junho. Corresponde à 3ª edição da era aberta e à 69ª de todos os tempos.

## Finais

### Profissional
| Categoria | Evento    | Campeã(s)(o/ões)              | Vice-campeã(s)(o/ões)              | Resultado     | Chave(s)  | Chave(s)       |
| --------- | --------- | ----------------------------- | ---------------------------------- | ------------- | --------- | -------------- |
| Simples   | Masculino | Jan Kodeš                     | Zeljko Franulovic                  | 6–2, 6–4, 6–0 | principal | qualificatório |
| Simples   | Feminino  | Margaret Court                | Helga Niessen                      | 6–2, 6–4      | principal | qualificatório |
| Duplas    | Masculino | Ilie Năstase Ion Ţiriac       | Arthur Ashe Charlie Pasarell       | 6–2, 6–4, 6–3 | principal | principal      |
| Duplas    | Feminino  | Gail Chanfreau Françoise Dürr | Rosie Casals Billie Jean King      | 6–1, 3–6, 6–3 | principal | principal      |
| Duplas    | Misto     | Billie Jean King Bob Hewitt   | Françoise Durr Jean-Claude Barclay | 3–6, 6–4, 6–2 | principal | principal      |

### Juvenil
| Categoria | Evento    | Campeã(s)(o/ões) | Vice-campeã(s)(o/ões) | Resultado     | Chave(s)  | Chave(s)       |
| --------- | --------- | ---------------- | --------------------- | ------------- | --------- | -------------- |
| Simples   | Masculino | Juan Herrera     | Jacques Thamin        | 4–6, 6–2, 6–4 | principal | qualificatório |
| Simples   | Feminino  | Veronica Burton  | Renata Tomanova       | 6–4, 6–4      | principal | qualificatório |